# Linda Vista, Coscomatepec
Linda Vista är en ort i Mexiko.   Den ligger i kommunen Coscomatepec och delstaten Veracruz, i den sydöstra delen av landet, 220 km öster om huvudstaden Mexico City. Linda Vista ligger 1 940 meter över havet och antalet invånare är 142.
Terrängen runt Linda Vista är bergig, och sluttar österut. Runt Linda Vista är det ganska tätbefolkat, med 155 invånare per kvadratkilometer. Närmaste större samhälle är Huatusco de Chicuellar, 17,6 km nordost om Linda Vista. I omgivningarna runt Linda Vista växer huvudsakligen savannskog.